# Sphagnum angermanicum
Sphagnum angermanicum là một loài rêu trong họ Sphagnaceae. Loài này được Melin mô tả khoa học đầu tiên năm 1919.